# Sommerhusudlejning
Sommerhusudlejning er kommerciel udlejning af privatejede eller kommercielt drevne sommerhuse. Af Danmarks godt 200.000 sommerhuse udlejes ca. 1/5 i kortere eller længere perioder.
Typisk foregår udlejningen på ugebasis med skiftedag om lørdagen. I sommerhalvåret fra 1. april til 31. oktober er der normalt ikke noget loft over antallet af sammenhængende uger, som et sommerhus kan udlejes i. I vinterhalvåret fra 1. november til 31. marts kan et sommerhus derimod maksimalt udlejes i 4 sammenhængende uger, hvorefter huset skal stå ledigt den efterfølgende uge.
En række sommerhuse udlejes desuden også til weekendophold fra fredag til mandag, samt til de såkaldte miniferier med valgfri ankomstdag. Miniferier omfatter minimum 3 og maksimum 5 overnatninger, og kan som regel tidligst bookes 4 uger før ankomstdatoen.

## Lovgivning
Det er ikke tilladt at udleje sommerhuse i længere perioder i vinterhalvåret. Vestre Landsret har stadfæstet en byretsdom, som medfører at et sommerhus for fremtiden maksimalt må udlejes i 13 uger i vinterhalvåret. Dette bryder med hidtil udlejningspraksis, som var at et sommerhus måtte udlejes i 4 uger, stå ubenyttet hen i den følgende uge, hvorefter den måtte udlejes igen i 4 uger. Skov- og Naturstyrelsen er godt tilfredse med dommen, hvorimod Feriehusudlejernes Brancheforening betragter dommen som uheldig, idet den naturligvis vil begrænse antallet af turister, der lægger penge i Danmark.
Der tillades som hovedregel ikke erhvervsmæssig udlejning af sommerhuse. Ejers udlejning af 1-2 sommerhuse, som ejeren også selv benytter, anses ikke for erhvervsmæssig udlejning. Dette gælder dog kun såfremt udlejning ikke får professional karakter. Dette kan gælde hvis to sommerhuse ejes på samme vej, eller hvis udlejningsindtægten udgør en stor del af grundlaget store og dyre sommerhuses økonomi.

## Beskatning
Såfremt man udlejer et sommerhus, som også benyttes privat, vil lejeindtægten ofte være skattefri. I visse tilfælde vil en del af den leje, som modtages, dog skulle beskattes. Man kan vælge mellem to forskellige metoder, når den eventuelle skattepligtige indtægt skal opgøres:
Bundfradragsmetoden
Vælger man denne metode, kan der først fradrages 20.700 kr. i lejeindtægten (2015), hvis sommerhuset udlejes gennem et bureau. Ellers er bundfradraget fortsat kun 10.400 kr. Herefter kan der fradrages yderligere 40% af den således reducerede lejeindtægt.
Den regnskabsmæssige metode
Vælges denne metode, får man fradrag i lejeindtægten for de udgifter, man har haft i forbindelse med udlejningen. Der kan således fradrages udgifter, der er direkte forbundet med udlejningen. Derudover kan fradrages faktiske udgifter afholdt til vedligeholdelse af indbo og inventar, fradrages afskrivningsbeløb, samt foretages fradrag for en forholdsmæssig andel af den betalte ejendomsskat. Derudover nedsættes ejendomsværdiskatten forholdsmæssigt.
Private udlejere kan ikke vælge den regnskabsmæssige metode, idet denne fordrer at man ikke selv benytter sommerhuset. Dermed vil udlejningen blive anset for erhvervsmæssig, og vil ikke være tilladt efter sommerhusloven.
Indtægten beskattes som kapitalindkomst.

## Udlejningsbureauer
Størstedelen af de udlejede sommerhuse formidles gennem udlejningsbureauer, der står for kommunikationen med lejer og kontrollerer sommerhuset mellem hver udlejning. De største danskejede bureauer er DanCenter, Feriepartner og Sol & Strand, som hver især formidler udlejning for 3.000-6.000 sommerhusindehavere i Danmark.[kilde mangler] Hertil kommer Novasol/Dansommer, som er Danmarks største aktør med flere end 40.000 sommerhuse – men Novasol/Dansommer er ikke længere danskejet.[kilde mangler] En af de større regionale udlejere er Bornholms Sommerhus Udlejning på Bornholm. Feriehusudlejernes Brancheforening er en forening, hvor udlejningsbureauerne kan være medlem.[kilde mangler]

## Privat udlejning
Nogle sommerhusudlejere vælger ikke at bruge bureau, men sørger selv for at finde lejere. Det er ofte en økonomisk fordel for både lejer og udlejer ikke at bruge bureau, da bureauerne skal have en del af udlejers lejeindtægt. Det skal afvejes mod, at udlejer selv må varetage markedsføring og administration af udlejningen.